# Список умерших в 1893 году
В этой статье представлен список известных людей, умерших в 1893 году.
См. также: Категория:Умершие в 1893 году

## Январь
- 22 января — Давид Кассель — немецкий педагог еврейского происхождения и гебраист.
- 24 января — Айзик Дик — еврейский писатель, автор коротких рассказов.

## Февраль
- 2 февраля — Александр Энгельгардт (60) — русский публицист-народник и агрохимик, отец Михаила и Николая Энгельгардтов.
- 12 февраля — Юлий Янсон (57) — российский экономист и статистик.
- 18 февраля — Джордж Тупоу I (предположительно 96) — основатель (1845) и первый король Королевства Тонга.

## Март
- 14 марта — Уильям Вуллс (78) — австралийский ботаник, учитель и священнослужитель Англиканской церкви.
- 16 марта — Эдуард Бергенгейм (49) — харьковский промышленник.
- 17 марта — Жюль Ферри (60) — известный французский политический деятель, премьер-министр в 1880—1881 и 1883—1885.

## Апрель
- 8 апреля — Август Чарторыйский (34) — блаженный Римско-Католической Церкви, священник, монах из католической монашеской конгрегации салезианцев, польский князь из рода Чарторыйских.
- 11 апреля — Авдотья Панаева (72) — русская писательница, мемуаристка.
- 13 апреля — Жан Дюфрень (64) — немецкий шахматист и шахматный литератор.
- 17 апреля — Паисий (Яроцкий) — рясофорный инок Киево-Печерской Лавры, Христа ради юродивый.

## Май
- 12 мая — Николай Голицын (57) — действительный статский советник, историк и библиограф.

## Июнь
- 5 июня — Яков Грот (80) — российский филолог, с 1889 года вице-президент Российской Императорской академии наук.
- 6 июня — Януарий Неверов (82) — российский педагог и писатель, автор педагогических сочинений, мемуарист.
- 8 июня — Григорий Фриденсон — русский революционер-народник, член партии «Народная воля».
- 22 июня — Модест Новиков — старший флагман Черноморского флота.

## Июль
- 3 июля — Отто Бах (60) — австрийский композитор и дирижёр.
- 6 июля — Ги де Мопассан (42) — французский писатель, автор многих знаменитых рассказов, романов и повестей.

## Август
- 14 августа — Александр Штраух (61) — выдающийся зоолог, ординарный академик Санкт-Петербургской АН.
- 23 августа — Михал Андриолли (56) — польский художник (живописец и график) и иллюстратор.
- 29 августа — Алексей Апухтин (52) — русский поэт.

## Сентябрь
- 4 сентября — Фрэнсис Адамс (30) — англо-австралийский писатель, поэт и журналист.
- 29 сентября — Джордж Беннетт (89) — австралийский врач и натуралист британского происхождения.

## Октябрь
- 8 октября — Алексей Плещеев (67) — русский писатель, поэт, переводчик, литературный и театральный критик.
- 12 октября — Николай Зверев (60 или 61) — русский пианист и педагог, основатель музыкального пансиона (Москва), где жили и учились одарённые пианисты.
- 13 октября — Эткинсон Гримшоу (57) — живописец Викторианской эпохи, наиболее известный своими городскими пейзажами, передающими туман и сумерки.
- 18 октября — Шарль Гуно (75) — знаменитый французский композитор.
- 26 октября — Франц Грасгоф (67) — немецкий механик и машиностроитель.

## Ноябрь
- 6 ноября — Пётр Ильич Чайковский (53) — выдающийся русский композитор, дирижёр, педагог, музыкально-общественный деятель, музыкальный журналист; холера.
- 10 ноября — Алексей Бер (60) — русский чиновник, российский немец, директор Департамента Торговли и Мануфактур Министерства Финансов.
- 10 ноября — Леонид Глебов (66) — украинский писатель, поэт, издатель.
- 18 ноября — Иван Путилин (63) — глава сыскной полиции Санкт-Петербурга.
- 25 ноября — Михаил Шулятиков (48) — член правления Императорского общества содействия русскому торговому мореходству, общественный деятель, участник революционного движения.
- 27 ноября — Себастьян Бруннер (78) — австрийский писатель, поэт, журналист и католический богослов. Один из видных деятелей антисемитизма в Европе в XIX веке.

## Декабрь
- 14 декабря — Николай Арендт (60) — врач, общественный деятель.
- 14 декабря — Каролина Павлова (86) — русская поэтесса.
- 22 декабря — Александр Казбеги (45) — грузинский писатель, представитель критического реализма XIX века.
- 23 декабря — Иосиф Сетов — оперный певец (тенор), режиссёр, антрепренёр.
- 26 декабря — Томас Джонс — британский гражданин, сын портного. Прославился тем, что несколько раз врывался в Букингемский дворец.
- 31 декабря — Павел Гайдебуров — русский общественный деятель, революционер-демократ, либеральный народник, журналист, литератор, редактор.